# Festival di Cannes 1963
La 16ª edizione del Festival di Cannes si è svolta a Cannes dal 9 al 23 maggio 1963.
La giuria presieduta dallo scrittore francese Armand Salacrou ha assegnato la Palma d'oro per il miglior film a Il Gattopardo di Luchino Visconti.

## Selezione ufficiale

### Concorso
- Il sentiero dei disperati (Le rat d'Amérique), regia di Jean-Gabriel Albicocco (Francia)
- Che fine ha fatto Baby Jane? (What Ever Happened to Baby Jane?), regia di Robert Aldrich (USA)
- Io sono un campione (This Sporting Life), regia di Lindsay Anderson (Gran Bretagna)
- Los venerables todos, regia di Manuel Antin (Argentina)
- Tre morti per Giulio (Carambolages), regia di Marcel Bluwal (Francia)
- Il signore delle mosche (Lord of the Flies), regia di Peter Brook (Gran Bretagna)
- Sangue al sole (Codine), regia di Henri Colpi (Francia/Romania)
- La Cage, regia di Robert Darène (Gabon/Francia)
- Kertes házak utcája, regia di Tamas Fejer (Ungheria)
- Una storia moderna - L'ape regina, regia di Marco Ferreri (Italia/Francia)
- El otro Cristóbal, regia di Armand Gatti (Cuba)
- Jak byc kochana, regia di Wojciech Has (Polonia)
- Un giorno, un gatto (Az prijde kocour), regia di Vojtěch Jasný (Cecoslovacchia)
- Il cielo (Ouranos), regia di Takis Kanelopoulos (Grecia)
- Harakiri (Seppuku), regia di Masaki Kobayashi (Giappone)
- Tyutyun, regia di Nikola Korabov (Bulgaria/Unione Sovietica)
- Wu Ze Tian, regia di Li Han-Hsiang (Hong Kong)
- Il buio oltre la siepe (To Kill a Mockingbird), regia di Robert Mulligan (USA)
- Alvorada - Aufbruch in Brasilien, regia di Hugo Niebeling (Germania)
- I fidanzati, regia di Ermanno Olmi (Italia)
- Les abysses, regia di Nico Papatakis (Francia)
- Pour la suite du monde, regia di Pierre Perrault, Michel Brault, Marcel Carrière (Canada)
- Als twee druppels water, regia di Fons Rademakers (Paesi Bassi)
- El buen amor, regia di Francisco Regueiro (Spagna)
- Optimističeskaja tragedija, regia di Samson Samsonov (Unione Sovietica)
- Il Gattopardo, regia di Luchino Visconti (Italia)

### Fuori concorso
- Gli uccelli (The Birds), regia di Alfred Hitchcock (USA)
- 8½, regia di Federico Fellini (Italia)

## Settimana internazionale della critica
- Seul ou avec d'autres, regia di Denys Arcand, Denis Héroux e Stéphane Venne (Canada)
- Pelle viva, regia di Giuseppe Fina (Italia)
- Le joli mai, regia di Chris Marker e Pierre Lhomme (Francia)
- Showman, regia di Albert e David Maysles (USA) - selezionato, ma non proiettato[1]
- I magnifici idioti (Hallelujah the Hills), regia di Adolfas Mekas (USA)
- Già vola il fiore magro (Déjà s'envole la fleur maigre), regia di Paul Meyer (Belgio)
- Porto das caixas, regia di Paulo Cesar Saraceni (Brasile)
- Otoshiana, regia di Hiroshi Teshigahara (Giappone)
- Slnko v sieti, regia di Štefan Uher (Cecoslovacchia)
- Carrozzella per bambini (Barnvagnen), regia di Bo Widerberg (Svezia)

## Giuria
- Armand Salacrou, scrittore (Francia) - presidente
- Jacqueline Audry, regista (Francia)
- Wilfrid Baumgartner (Francia)
- François Chavane, produttore (Francia)
- Jean de Baroncelli, critico (Francia)
- Robert Hossein, attore (Francia)
- Jourenev, storico
- Kashiko Kawakita (Giappone)
- Steven Pallos, produttore (Gran Bretagna)
- Gianluigi Rondi, giornalista (Italia)

## Palmarès
- Palma d'oro: Il Gattopardo, regia di Luchino Visconti (Italia)
- Prix spécial du Jury: Un giorno, un gatto (Az prijde kocour), regia di Vojtěch Jasný (Cecoslovacchia) ex aequo Harakiri (Seppuku), regia di Masaki Kobayashi (Giappone)
- Prix d'interprétation féminine: Marina Vlady - Una storia moderna: l'ape regina, regia di Marco Ferreri (Italia/Francia)
- Prix d'interprétation masculine: Richard Harris - Io sono un campione (This Sporting Life), regia di Lindsay Anderson (Gran Bretagna)
- Prix du scénario: Dumitru Carabat, Henri Colpi e Yves Jamiaque - Sangue al sole (Codine), regia di Henri Colpi (Francia/Romania)
- Prix de la meilleure évocation d'une épopée révolutionnaire (miglior evocazione di un'epopea rivoluzionaria): Optimističeskaja tragedija, regia di Samson Samsonov (Unione Sovietica)
- Premio Gary Cooper: Il buio oltre la siepe (To Kill a Mockingbird), regia di Robert Mulligan (USA)
- Premio OCIC: I fidanzati, regia di Ermanno Olmi (Italia)